# Naval Construction Battalion Center

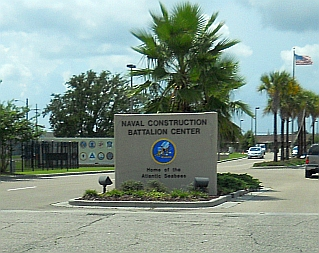
Huvudingången.

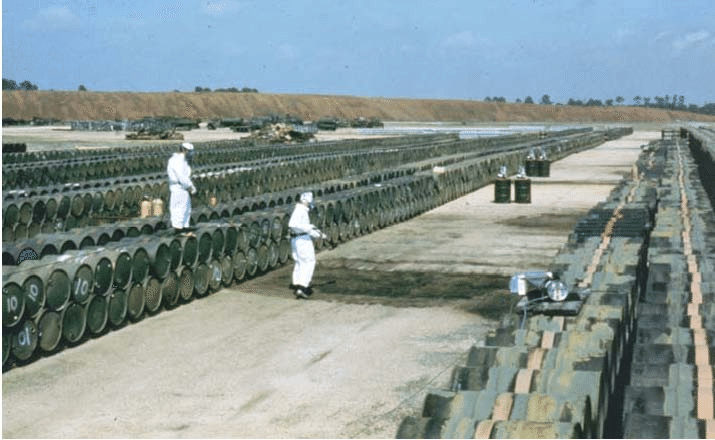
Inventering 1975 av förråden med Agent Orange, avlövningsmedlet som användes i Vietnamkriget.

Naval Construction Battalion Center (förkortning: NCBC eller som NCBC Gulfport) är en amerikansk militärbas på 450 hektar tillhörande USA:s flotta i delstaten Mississippi som är belägen i staden Gulfport i Harrison County och den fungerar som huvudbasen på USA:s öst- och sydkust för Seabees.

## Bakgrund
Basen inrättades 1942 under andra världskriget. Under Vietnamkriget var NCBC den största lagringsplatsen i kontinentala USA för det cancerogena avlövningsmedlet Agent Orange, innan det sändes vidare för till Sydostasien för användning i kriget.
NCBC påverkades både av orkanen Camille i augusti 1969 samt av orkanen Katrina i augusti 2005 som drog fram över området. I bägge fallen deltog flottans ingenjörsförband i de efterföljande räddnings- och uppröjningsarbetena för den omkringliggande civilbefolkningen.
2015 fick basen den första kvinnan som dess befälhavare.